# San Salvador, San Salvador (Mexiko)
San Salvador är en kommunhuvudort i Mexiko.   Den ligger i kommunen San Salvador och delstaten Hidalgo, i den sydöstra delen av landet, 100 km norr om huvudstaden Mexico City. San Salvador ligger 1 949 meter över havet och antalet invånare är 32 773.
Terrängen runt San Salvador är platt österut, men västerut är den kuperad. Runt San Salvador är det ganska tätbefolkat, med 120 invånare per kvadratkilometer. San Salvador är det största samhället i trakten. Omgivningarna runt San Salvador är en mosaik av jordbruksmark och naturlig växtlighet.